# پاین هیلز (فلوریدا)
پاین هیلز (به انگلیسی: Pine Hills) یک منطقهٔ مسکونی در ایالات متحده آمریکا است که در شهرستان اورنج، فلوریدا واقع شده‌است. پاین هیلز ۳۳٫۰ کیلومتر مربع مساحت و ۶۰٬۰۷۶ نفر جمعیت دارد و ۳۴٫۱۴ متر بالاتر از سطح دریا قرار دارد.